# Chthonius balearicus
Chthonius balearicus es una especie de arácnido  del orden Pseudoscorpionida de la familia Chthoniidae.

## Distribución geográfica
Se encuentra en islas Baleares (España).